# Nowy Cmentarz Ewangelicki w Bielsku-Białej

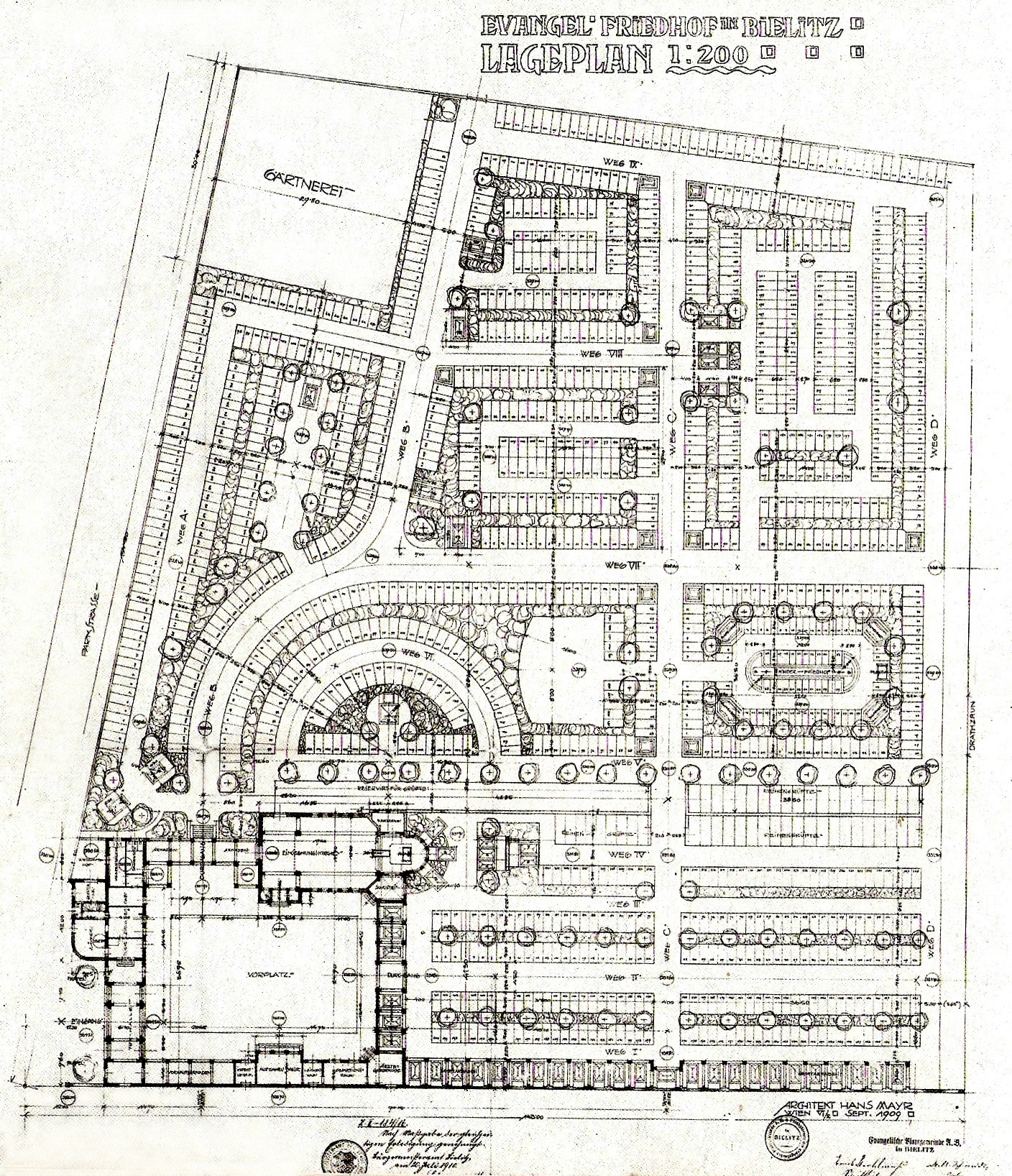
Oryginalny projekt cmentarza

Nowy Cmentarz Ewangelicki w Bielsku-Białej – czynny cmentarz ewangelicki znajdujący się w Bielsku-Białej, przy ul. Listopadowej 92 na północnych obrzeżach śródmieścia.

## Opis
Został założony w 1911 r. na peryferiach miasta, za północną obwodnicą (teren ten gmina ewangelicka zakupiła w 1895 r.). Zastąpił użytkowany od 1833 r. stary cmentarz na Bielskim Syjonie.
Nekropolia została zaprojektowana przez wiedeńskiego architekta Hansa Mayra. Przestrzeń cmentarza podzielono na trzy sektory:
- południowo-wschodni o układzie równoległych alei
- północno-wschodni zakomponowany wokół półkolistego centrum z alejami odśrodkowo wyprowadzonymi
- północno-zachodni (rezerwowy) oddzielony od reszty szeroką aleją

W części południowo-zachodniej znajduje się kompleks architektoniczny wzorowany na włoskich campo santo – prostokątny dziedziniec otoczony zespołem budynków pomocniczych, murem arkadowym oraz kościołem cmentarnym utrzymanym w formach późnobarokowych, secesyjnie przetworzonych.
Na Nowym Cmentarzu Ewangelickim znajdują się groby wielu ważnych postaci z I poł. XX wieku, m.in.: burmistrza Karola Steffana seniora, twórcy bielskiego muzeum Edwarda Schnacka, artystki operowej Felicji Kaszowskiej-Krotowskiej, wszystkich pastorów bielskich po 1911 r. oraz licznych fabrykantów jak np. Moritza Bartelmussa, Karola Büttnera seniora, Karola Gepperta, Moritza Graubnera, Gustawa Josephy'ego juniora, Gustawa Molendy, Oswalda Molendy, Waltera Piescha (jego grób ma formę mauzoleum w kształcie tempietta), Fryderyka Plutzara, Georga Schwabego, Ernesta Starkego, Karola Steffana juniora, Ernesta i Karola Stosiusów, Rudolfa Twerdy'ego, Leopolda Vogta i Karola Zipsera.
Znajduje tu się także pomnik żołnierzy poległych w I wojnie światowej.